# 福岡県道523号甘木停車場線
福岡県道523号甘木停車場線（ふくおかけんどう523ごう あまぎていしゃじょうせん）は、福岡県朝倉市を通る一般県道である。

## 概要
朝倉市甘木から朝倉市頓田に至る。甘木鉄道甘木線（旧国鉄）甘木駅と福岡県道・大分県道112号福岡日田線交点の石の橋交差点間を結ぶ。
三福町交差点から文化会館入口交差点近辺は混雑することが多い。

### 路線データ
- 起点：福岡県朝倉市甘木（甘木鉄道甘木線・西鉄甘木線 甘木駅前）
- 終点：福岡県朝倉市頓田（石の橋交差点、福岡県道・大分県道112号福岡日田線交点）

## 路線状況

### 重複区間
- 国道322号・国道500号（朝倉市甘木・甘鉄駅前交差点 - 朝倉市甘木・庄屋町交差点）

## 地理

### 通過する自治体
- 朝倉市

### 交差する道路
| 交差する道路                                  | 交差する場所 | 交差する場所        |
| --------------------------------------------- | ------------ | ------------------- |
| 国道322号 重複区間起点 国道500号 重複区間起点 | 甘木         | 甘鉄駅前交差点      |
| 国道322号 重複区間終点 国道500号 重複区間終点 | 甘木         | 庄屋町交差点        |
| 福岡県道33号甘木田主丸線                      | 甘木         | 三福町交差点        |
| 福岡県道・大分県道112号福岡日田線             | 頓田         | 石の橋交差点 / 終点 |

### 沿線
- 甘木鉄道甘木線・西鉄甘木線 甘木駅
- ピーポート甘木